# جمعه صورتی: نسخه جدید رومن – ری-آپ
جمعه صورتی: نسخه جدید رومن – ری-آپ (به انگلیسی: Pink Friday: Roman Reloaded – The Re-Up) آلبومی از هنرمند اهل ترینیداد و توباگو و آمریکا نیکی میناژ است. آلبوم در ۱۹ نوامبر ۲۰۱۲ منتشر شد.